# Спартан (лек крайцер, 1942)
Спартан (на английски: HMS Spartan (95), от на английски: Spartan – Спартанец) е лек крайцер на Британския Кралски флот, от времето на Втората световна война. Един от 5 крайцера на типа „Белона“.
Поръчан е по извънредната военна програма на 4 септември 1939 г. и е заложен в Vickers-Armstrong в Бароу ин Фърнес на 21 декември 1939 г. Крайцерът е спуснат на вода на 27 август 1942 г., ставайки петият кораб носещ това име в британския флот от 1805 г. Влиза в строй на 10 август 1943 г.
Девизът на кораба е: Courage with great endurance – „Мъжество с голяма стойкост“.

## История на службата
Службата на крайцера продължава малко по-малко от половин година.
През август 1943 г., след края на строителството, крайцерът преминава в Скапа Флоу за носене на службата. През септември 1943 г. крайцерът преминава преоборудване за флагмански кораб на дивизия ескортни самолетоносачи. След края на преоборудването, през октомври, преминава в Плимът за носене на службата при северозападните подходи. През същия месец преминава в Малта, за съединяване със своята дивизия ескортни самолетоносачи.
На 8 ноември пристига от Малта в Неапол, като част от Съединение „K“. Корабът участва в обезпечението на войскови операции. През декември той преминава в Гибралтар.
През януари на новата 1944 г. крайцера се предполага да бъде задействан в планирания десант в Анцио. На 15 януари крайцерът обстрелва немските позиции в Гаета, северно от Неапол, в навечерието на десанта. На 18 януари участва в повторния обстрел на Гаета заедно с разрушителите HMS Faulknor, HMS Laforey и HMS Jervis.
На 21 януари отплава заедно с крайцерите HMS Orion и HMS Penelope, разрушителите HMS Inglefield и HMS Loyal в състава на северния щурмови отряд към Анцио. Съпровожда десантните кораби, стоварващи 1-ва британска пехотна дивизия заедно с крайцера HMS Orion и 12 разрушителя. На 22 януари подсигурява огневата поддръжка на десантиращите се войски заедно с крайцера HMS Orion, кораба за ПВО HMS Ulster Queen и разрушителите HMS Laforey и HMS Loyal (операция Shingle).

## Гибел
На 29 януари, по време на десанта, крайцерът е атакуван от немски бомбардировачи и получава попадение в левия борд, зад комина, от планираща бомба Hs 293, която се взривява в машинното отделение. Отделението е наводнено, а започналия в надстройката пожар предизвиква последващи взривове. Пожарът не е взет под контрол и след час крайцерът е напуснат от екипажа и се преобръща в точката с координати 41°26′ с. ш. 12°41′ и. д. / 41.433333° с. ш. 12.683333° и. д.. 523 оцелели члена на екипажа са спасени от крайцера HMS Dido и разрушителите HMS Laforey и HMS Loyal.

## Коментари
1. ↑  Всички данни се привеждат към момента на влизане в строй.